# Öckerö (gemeente)
Öckerö is een Zweedse gemeente in de provincie Västra Götalands län. Ze heeft een totale oppervlakte van 516,4 km² en telde 12.147 inwoners in 2004.

## Plaatsen
- Hönö
- Öckerö (plaats)
- Björkö (Öckerö)
- Fotö
- Hälsö
- Källö-Knippla
- Rörö
- Kalvsund
- Hyppeln
- Grötö